# 龙门街道 (洛阳市)
龍門街道，是中华人民共和国河南省洛陽市洛龙区下辖的一个乡镇级行政单位。

## 行政区划
龙门镇下辖以下地区：
煤田二队社区、一公司社区、石化社区、裴村、花园村、杜村、南刘村、商屯村、徐屯村、李屯村、田山村和王山村。